# دايسوكي واتانابي
دايسوكي واتانابي (باليابانية: 渡辺大祐) هو كاتب ألعاب فيديو ياباني وموظف في شركة سكوير إنكس. مشهور بعمله على سلسلة ألعاب تقمص الأدوار فاينل فانتسي وسلسلة ألعاب الأكشن وتقمص الأدوار كينغدوم هارتس.

## أعماله
- رجوع لايتنينغ: فاينل فانتازي XIII
- فاينل فانتازي XIII
- فاينل فانتازي XII
- كينغدوم هارتس II
- فاينل فانتازي X-2
- كينغدوم هارتس: تشاين أوف ميموريس
- فاينل فانتازي X

## وصلات خارجية
- دايسوكي واتانابي على موقع IMDb (الإنجليزية)